# Jean-Claude Casties
Jean-Claude Casties, né le 11 novembre 1936 à Bordeaux (Gironde), est un footballeur français, reconverti entraîneur.

## Biographie
À l'âge de 13 ans, Jean-Claude Casties, footballeur en herbe de l'école Saint-Genès, signe aux Girondins de Bordeaux, où il est entraîné par Santiago Urtizberea. En avril 1955, il participe en Italie, au championnat d'Europe Juniors.
Devenu senior, il dispute notamment deux saisons en première division du championnat de France avec les Girondins de Bordeaux.
Après son passage à l'AC Ajaccio en tant que joueur, il devient entraineur. Il accomplit l'essentiel de sa carrière de technicien dans l'Ouest de la France. C'est notamment à La Roche-sur-Yon qu'il découvre un talentueux arrière latéral qui fera les beaux jours du FC Nantes et de l'équipe de France : Maxime Bossis.

## Carrière de joueur
- 1956-1963 :  Girondins de Bordeaux
- 1963-1965 :  AS Cannes
- 1965-1967 :  AC Ajaccio

## Carrière d'entraîneur
- 1967-1969 :  Chamois Niortais
- 1970-1972 :  La Roche-sur-Yon
- 1972-1976 :  AS Libourne
- 1976-1977 :  Vendée Les Herbiers
- 1986-1987 :  La Roche-sur-Yon
- 1992-1993 :  Stade Luçonnais